# ISO 21502
Die ISO-Norm ISO 21502 „Leitfaden zum Projektmanagement“ beschreibt Begriffe, Grundlagen, Prozesse und Prozessmodell im Projektmanagement. Die Version erschien im Dezember als Norm ISO 21502:2020 und ersetzt die Norm ISO 21500:2012. Aktuell wird die Norm auf eine Übernahme durch das DIN geprüft und wurde als Entwurf DIN ISO 21502:2021-12 veröffentlicht.